# Robine de Ridder
Robine de Ridder (Zuidland, 14 september 2003) is een voetbalspeelster uit Nederland.
Ze speelt voor KRC Genk in de Super League.

## Clubcarrière
Tot haar dertiende voetbalde Robine de Ridder in haar geboorteplaats Zuidland. In 2021 ging De Ridder deel uitmaken van het nieuw opgerichte Feyenoord. Op 29 augustus 2021 maakte De Ridder haat debuut in de Vrouwen Eredivisie in een uitwedstrijd tegen ADO Den Haag door in de basis te starten.
In 2023 maakte De Ridder de overstap naar stads- en competitiegenoot Excelsior. De Ridder maakte haar debuut voor Excelsior in een uitwedstrijd tegen AZ op 8 september 2023. Op 15 oktober 2023 maakte De Ridder in de derby tegen haar oude club Feyenoord haar eerste doelpunt in de Vrouwen Eredivisie.
Na het seizoen 2024/25 liet De Ridder Excelsior achter zich en tekende ze een contract bij het Belgische KRC Genk.

## Statistieken
| Seizoen | Club      | Competitie         | Competitie | Competitie | Beker | Beker | Overig | Overig | Totaal | Totaal |
| Seizoen | Club      | Competitie         | Wed.       | Dlp.       | Wed.  | Dlp.  | Wed.   | Dlp.   | Wed.   | Dlp.   |
| ------- | --------- | ------------------ | ---------- | ---------- | ----- | ----- | ------ | ------ | ------ | ------ |
| 2021/22 | Feyenoord | Vrouwen Eredivisie | 8          | 0          | 1     | 0     | 0      | 0      | 9      | 0      |
| 2022/23 | Feyenoord | Vrouwen Eredivisie | 0          | 0          | 0     | 0     | 0      | 0      | 0      | 0      |
| 2023/24 | Excelsior | Vrouwen Eredivisie | 21         | 1          | 3     | 0     | 0      | 0      | 24     | 1      |
| 2024/25 | Excelsior | Vrouwen Eredivisie | 15         | 0          | 1     | 0     | 0      | 0      | 16     | 0      |
| 2025/26 | KRC Genk  | Super League       | 0          | 0          | 0     | 0     | 0      | 0      | 0      | 0      |
| Totaal  | Totaal    | Totaal             | 44         | 1          | 5     | 1     | 0      | 0      | 49     | 2      |

Bijgewerkt t/m 4 augustus 2025.